# Armeria

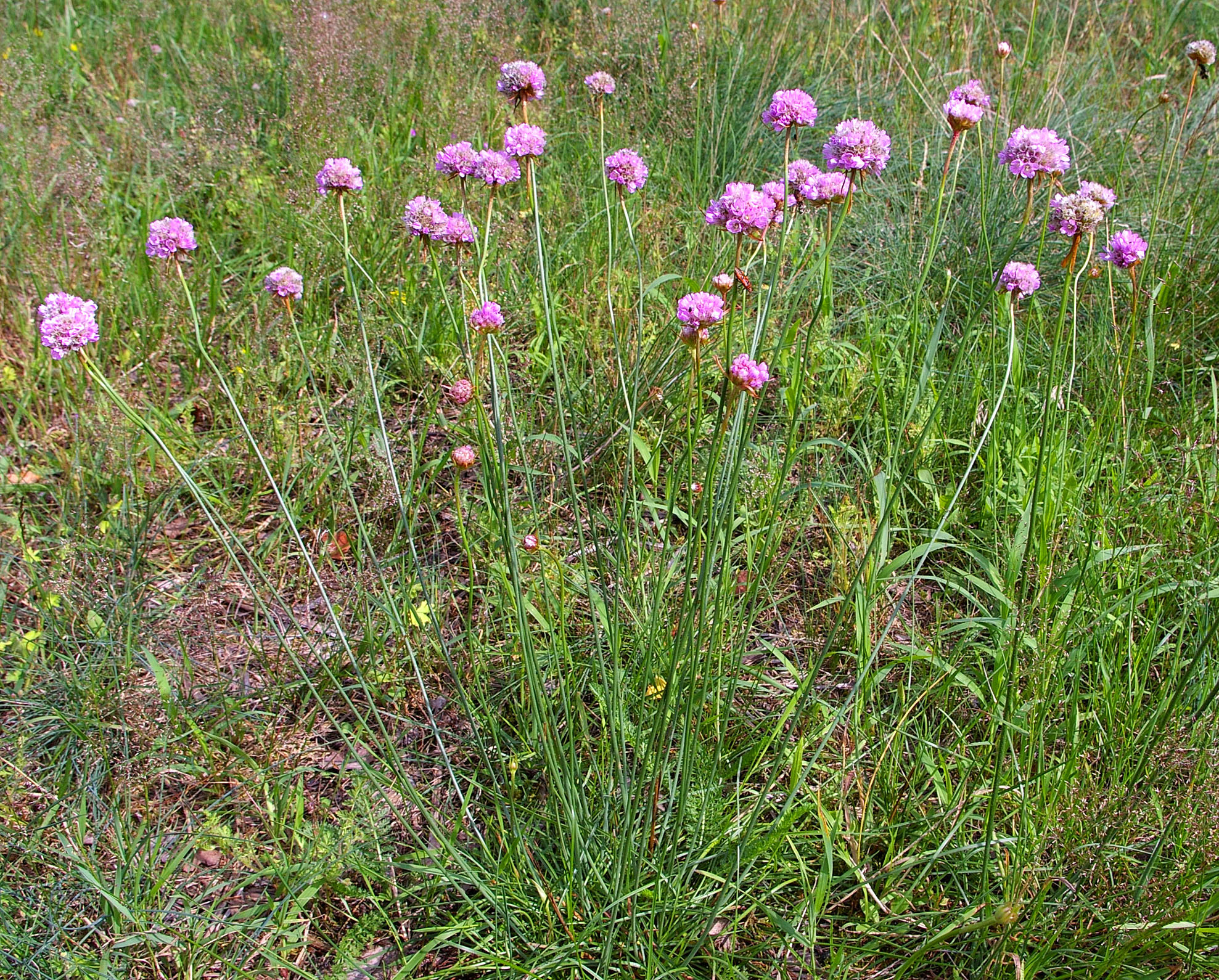
Armeria maritima ssp. elongata

Armeria (vernacular, arméria) é um género de plantas com flor pertencente à família Plumbaginaceae, que agrupa cerca de 90 espécies validamente descritas.

## Descrição
Os membros do género Armeria são plantas herbáceas, maioritariamente vivazes, cespitosas a rasteiras, com caules curtos, de 10 a 40 cm de altura (dependendo da espécie), com filotaxia em roseta basal. As folhas são basais, simples, inteiras, lineares e um tanto carnudas, formando almofadas na base do pedúnculo. A inflorescência é composta por cíncinos geralmente pedicelados e axilados por uma bráctea, com ou sem bracteolas. As brácteas involucrais são livres entre si, de margem escariosa. As flores são vistosas, com cálice infundibuliforme, com 5 ou 10 nervuras, com esporão basal único e limbo escarioso, geralmente esbranquiçado e com 5 lóbulos aristados. A corola é infundibuliforme, com pétalas soldadas na base formando um tubo curto, de coloração rosa brilhante ou mais ou menos arroxeada, por vezes esbranquiçada, agrupadas firmemente numa inflorescência solitária globular capituliforme, envolta numa bainha membranosa, instalada no extremo de um escapo floral longo. A ântese ocorre de julho a setembro no Hemisfério Norte. os estames estão insertos na base da corola. O ovário apresenta 5 estiletes soldados na base. O fruto é capsular, com deiscência circuncisa ou irregular, encerrado no cálice.

## Diversidade
Algumas espécies e subespécies
- Armeria alboi (Bernis) Nieto Fel.
- Armeria alliacea (Cav.) Hoffmanns. & Link –
- Armeria alpina (DC.) Willd. – zawciąg alpejski
- Armeria alpinifolia Pau & Font Quer
- Armeria apollinaris Sennen & Mauricio
- Armeria arcuata Welw. ex Boiss. & Reut.
- Armeria arenaria (Pers.) F.Dietr. –
- Armeria aspromontana Brullo, Scelsi & Sampinato
- Armeria atlantica Pomel
- Armeria beirana Franco
- Armeria belgenciensis Donad. ex Kerguélen
- Armeria berlengensis Daveau
- Armeria bigerrensis (Vicioso & Beltrán) Pau ex Rivas Mart.
- Armeria bourgaei Boiss. ex Merino
- Armeria brutia Brullo, Gangale & Uzunov
- Armeria caballeroi (Bernis) Donad.
- Armeria caespitosa (Ortega) Boiss. –
- Armeria canescens (Host) Boiss. –
- Armeria cantabrica Boiss. & Reut. ex Willk. & Lange –
- Armeria capitella Pau
- Armeria cariensis Boiss.
- Armeria × carnotana Blanco-Dios
- Armeria castellana Boiss. & Reut. ex Leresche
- Armeria castrovalnerana Alejandre, Barredo & M.J.Escal.
- Armeria castroviejoi Nieto Fel.
- Armeria choulettiana Pomel
- Armeria ciliata (Lange) Nieto Fel.
- Armeria × cintrana Taul.Gomes
- Armeria colorata Pau
- Armeria curvifolia Bertero
- Armeria denticulata (Bertol.) DC.
- Armeria duriaei Boiss.
- Armeria ebracteata Pomel
- Armeria eriophylla Willk.
- Armeria euscadiensis Donad. & Vivant
- Armeria filicaulis (Boiss.) Boiss.
- Armeria fontqueri Pau
- Armeria gaditana Boiss.
- Armeria genesiana Nieto Fel.
- Armeria girardii (Bernis) Litard. –
- Armeria godayana Font Quer
- Armeria grajoana Casim.-Sor.Solanas & Cabezudo
- Armeria helodes F.Martini & Poldini
- Armeria hirta Willd.
- Armeria hispalensis Pau
- Armeria humilis (Link) Schult.
- Armeria icarica Edm.
- Armeria johnsenii Papan. & Kokkini
- Armeria langei Boiss.
- Armeria leonis Sennen
- Armeria leucocephala Salzm. ex W.D.J.Koch
- Armeria linkiana Nieto Fel.
- Armeria macrophylla Boiss. & Reut.
- Armeria macropoda Boiss.
- Armeria maderensis Lowe
- Armeria majellensis Boiss.
- Armeria malacitana Nieto Fel.
- Armeria malinvaudii H.J.Coste & Soulié
- Armeria maritima (Mill.) Willd. –
  - A. maritima subsp. andina
  - A. maritima subsp. azorica
  - A. maritima subsp. californica
  - A. maritima subsp. elongata
  - A. maritima subsp. maritima
  - A. maritima subsp. sibirica
- Armeria masguindalii (Pau) Nieto Fel.
- Armeria mauritanica Wallr.
- Armeria merinoi (Bernis) Nieto Fel. & Silva Pando
- Armeria morisii Boiss.
- Armeria muelleri A.Huet
- Armeria multiceps Wallr.
- Armeria nebrodensis (Guss.) Boiss.
- Armeria neglecta Girard
- Armeria × nieto-felineri Rivas Mart. & al.
- Armeria pauana (Bernis) Nieto Fel.
- Armeria × pilariae Sánchez Gullón, Muñoz Rodr. & Polo Ávila
- Armeria pinifolia (Brot.) Hoffmanns. & Link
- Armeria pocutica Pawl.
- Armeria pseudarmeria (Murray) Mansf. –
- Armeria pubigera (Desf.) Boiss.
- Armeria pubinervis Boiss.
- Armeria pungens (Brot.) Hoffmanns. & Link
- Armeria quichiotis (Gonz.Albo) A.W.Hill
- Armeria rhodopea Velen.
- Armeria rothmaleri Nieto Fel.
- Armeria rouyana Daveau
- Armeria rumelica Boiss.
- Armeria ruscinonensis Girard
- Armeria × salmantica (Bernis) Nieto Fel.
- Armeria sampaioi (Bernis) Nieto Fel.
- Armeria sancta Janka
- Armeria sardoa Spreng.
- Armeria saviana Selvi
- Armeria seticeps Rchb.
- Armeria simplex Pomel
- Armeria soleirolii (Duby) Godr.
- Armeria spinulosa Boiss.
- Armeria splendens (Lag. & Rodr.) Webb
- Armeria sulcitana Arrigoni
- Armeria tingitana Boiss. & Reut.
- Armeria trachyphylla Lange
- Armeria transmontana (Samp.) G.H.M.Lawr.
- Armeria trianoi Nieto Fel.
- Armeria trojana Bokhari & Quézel
- Armeria undulata (Bory & Chaub.) Boiss.
- Armeria vandasii Hayek
- Armeria velutina Welw. ex Boiss. & Reut.
- Armeria villosa Girard
- Armeria welwitschii Boiss. –